# Hirsutella stilbelliformis
Hirsutella stilbelliformis är en svampart som beskrevs av H.C. Evans & Samson 1982. Hirsutella stilbelliformis ingår i släktet Hirsutella och familjen Ophiocordycipitaceae.   Inga underarter finns listade i Catalogue of Life.